# Kakavia
Kakavia  (grekiska: κακαβιά) är en grekisk fisksoppa, som görs på fiskar som inte går att sälja, och görs därför mest av fiskare. I dess ursprungliga version är soppan mycket lätt att göra och har få ingredienser då den ofta tillagas på fiskebåten. Soppan liknar den franska bouillabaisse. Bland ingredienserna märks små fiskar (alltså osäljbara), lök, saffran och olivolja.